# Adriana Krūzmane
Adriana Krūzmane (20 maggio 2006) è una triplista e lunghista lettone che ha vinto la medaglia di bronzo ai campionati europei under 20 2025 nel salto triplo.

## Record nazionali
Juniores (under 20)
- Salto triplo: 13,42 m ( Tampere, 8 agosto 2025)
- Staffetta 4x100 m: 45"86 ( Tampere, 9 agosto 2025)

## Progressione

### Salto in lungo
| Stagione | Misura    | Luogo    | Data       | Rank. Mond |
| -------- | --------- | -------- | ---------- | ---------- |
| 2025     | 6,26 m(i) | Valmiera | 15-2-2025  |            |
| 2024     | 6,12 m(i) | Valmiera | 9-2-2024   |            |
| 2023     | 5,51 m(i) | Valmiera | 10-2-2023  |            |
| 2022     | 5,51 m(i) | Valmiera | 17-12-2022 |            |

### Salto in alto
| Stagione | Misura  | Luogo   | Data      | Rank. Mond |
| -------- | ------- | ------- | --------- | ---------- |
| 2025     | 13,62 m | Tampere | 8-8-2025  |            |
| 2024     | 12,95 m | Lima    | 28-8-2024 |            |

## Palmarès
| Anno | Manifestazione | Sede        | Evento        | Risultato | Prestazione | Note                                   |
| ---- | -------------- | ----------- | ------------- | --------- | ----------- | -------------------------------------- |
| 2022 | Europei U18    | Gerusalemme | Salto in alto | Qualif.   | 1,68 m      |                                        |
| 2024 | Mondiali U20   | Lima        | Salto triplo  | 11ª       | 12,80 m     | [ 1 ]                                  |
| 2025 | Europei U20    | Tampere     | Salto triplo  | Bronzo    | 13,62 m     | =                                      |
| 2025 | Europei U20    | Tampere     | 4x100 m       | Batteria  | 45"86       | Miglior prestazione nazionale under 20 |

## Campionati nazionali
- 1 volta campionessa nazionale lettone del salto in lungo indoor (2025)
- 1 volta campionessa nazionale lettone del salto triplo (2025)

2022
- 5ª ai campionati lettoni (Valmiera), salto in alto - 1,68 m

2023
- 6ª ai campionati lettoni indoor (Valmiera), 60 metri ostacoli - 9"38
- 9ª ai campionati lettoni indoor (Valmiera), salto in lungo - 5,41 m

2024
- Argento ai campionati lettoni indoor (Valmiera), salto in lungo - 6,11 m
- Argento ai campionati lettoni (Valmiera), salto in lungo - 6,20 m
- Bronzo ai campionati lettoni (Valmiera), salto triplo - 12,91 m

2025
- Oro ai campionati lettoni indoor (Valmiera), salto in lungo - 6,13 m
- Argento ai campionati lettoni indoor (Valmiera), salto triplo - 13,05 m
- Oro ai campionati lettoni (Riga), salto triplo - 13,10 m

## Altre competizioni internazionali
2025
- 8ª ai Campionati europei a squadre, ( Maribor), salto triplo - 13,32 m
- 12ª ai Campionati europei a squadre, ( Maribor), salto in lungo - 5,92 m